# Фай, Якоб Барт де ла
Якоб Барт де ла Фай (нидерл. Jacob Baart de la Faille, 1886—1959) — нидерландский искусствовед, систематизатор и исследователь творчества Винсента Ван Гога, автор первого его каталога-резоне.
Родился 1 июня 1886 года в Леувардене. Образование получил в Утрехтском университете, где изучал право. В 1913 году получил докторскую степень. Но юриспруденция его не привлекала, и он стал заниматься историей искусства и художественной критикой, активно публикуясь в прессе.
После поступления на работу в аукционный дом Фредерика Мюллера в Амстердаме де ла Фай сосредоточился на изучении наследия Винсента Ван Гога.
В 1928 году было опубликовано первое издание составленного им в шести томах всеобъемлющего каталога-резоне работ Ван Гога. Однако вскоре появились серьёзные критические статьи, в которых ряд атрибуций де ла Фая подвергались жёсткому разбору. Де ла Фай был вынужден признать свои ошибки и некоторые атрибуции дезавуировать. В частности картины, приписываемые Ван Гогу и происходящие из берлинской галереи Отто Ваккера, были объявлены фальшивыми и в допечатанном «Приложении» к каталогу они были вынесены в отдельный блок, посвящённый подделкам. Эта неудача вынудила де ла Фая провести новое исследование об имитациях и подделках картин Ван Гога и в 1930 году он опубликовал большую программную статью «Les Faux Van Gogh» («Ложный Ван Гог»), где сопоставлял подлинники и имитации картин Ван Гога на один сюжет. Всего в этой работе им было описано 174 поддельные картины Ван Гога.
В 1939 году де ла Фай опубликовал новый полностью переработанный каталог-резоне Винсента Ван Гога.
До самой смерти де ла Фай работал над изучением и публикацией исследовательских проектов о творчестве Ван Гога, также он готовил новое основательно переработанное издание каталога-резоне Ван Гога.
Скончался 7 августа 1959 года в Хемстеде.
В 1961 году было решено возобновить работу над незаконченной де ла Фаем рукописью каталога. Для этого была собрана редколлегия из нескольких искусствоведов под председательством Авраама Хаммахера. В 1970 году вышло новое пересмотренное издание каталога де ла Фая под общей редакцией Хаммахера с добавлением большой работы де ла Фая о рисунках, акварелях и литографиях Ван Гога.
Каталоги де ла Фая сыграли огромное значение в изучении и популяризации наследия Винсента Ван Гога. Издание 1970 года характеризуется как «невероятно тщательное». Некоторые утверждения и датировки Фая корректируются в публикациях других учёных.
В 1996 году Ян Хюлскер выпустил новый каталог-резоне творчества Винсента Ван Гога. Его отличие от каталогов де ла Фая: сведения о провенансе произведений минимальны и отсутствуют сведения о выставках, но ко всем картинам имеется обширный научный комментарий.